# Caso instrumental-comitativo
En gramática , el caso instrumental-comitativo combina el caso instrumental y el caso comitativo al mismo tiempo. Puede indicar el medio por el cual se hizo la acción (por ejemplo, "con un cuchillo " , "con una cuchara ", "con un hacha ") y la persona con la que se llevó a cabo la acción (por ejemplo, "con su amigo").
El caso instrumental-comitativo remplazó al caso sociativo en el húngaro y aparece en el idioma ubijé.